# Albià
| Període                                       | Època    | Estatge      | Edat (Ma)    |              |
| --------------------------------------------- | -------- | ------------ | ------------ | ------------ |
| Paleogen                                      | Paleocè  | Danià        | (més recent) | (més recent) |
| Cretaci                                       | Superior | Maastrichtià | 72,1 ± 0,2   | 72,1 ± 0,2   |
| Cretaci                                       | Superior | Campanià     | 83,6 ± 0,2   | 83,6 ± 0,2   |
| Cretaci                                       | Superior | Santonià     | 86,3 ± 0,5   | 86,3 ± 0,5   |
| Cretaci                                       | Superior | Coniacià     | 89,8 ± 0,3   | 89,8 ± 0,3   |
| Cretaci                                       | Superior | Turonià      | 93,9         | 93,9         |
| Cretaci                                       | Superior | Cenomanià    | 100,5        | 100,5        |
| Cretaci                                       | Inferior | Albià        | ~ 113,0      | ~ 113,0      |
| Cretaci                                       | Inferior | Aptià        | ~ 125,0      | ~ 125,0      |
| Cretaci                                       | Inferior | Barremià     | ~ 129,4      | ~ 129,4      |
| Cretaci                                       | Inferior | Hauterivià   | ~ 132,6      | ~ 132,6      |
| Cretaci                                       | Inferior | Valanginià   | ~ 139,8      | ~ 139,8      |
| Cretaci                                       | Inferior | Berriasià    | ~ 145,0      | ~ 145,0      |
| Juràssic                                      | Superior | Titonià      | (més antic)  | (més antic)  |
| Comissió Internacional d'Estratigrafia (2020) |          |              |              |              |

L'Albià (del riu Aube a França) és el sisè i últim estatge faunístic del Cretaci inferior.
Alcide d'Orbigny va proposar aquest terme l'any 1842 per a l'estatge del sistema del Cretaci que segueix l'Aptià i precedeix el Cenomanià. Va començar fa uns 112 milions d'anys i acabà fa aproximadament 99,6 milions d'anys.
Els jaciments de l'Albià més significatius són: Argonne i Bray a França: el Flammenmergel d'Alemanya septentrional; els lignits d'Iltrillas a Espanya; els Gresos de Núbia i les capes de Fredericksburg a Amèrica del Nord.

## Vertebrats

### Ocells
Els ocells (classe Aves) són uns animals vertebrats bípedes, de sang calenta i que ponen ous. Van evolucionar dels dinosaures teròpodes durant el Juràssic, entre fa uns 200 i uns 150 milions d'anys. El teròpode semblant a una au més antic conegut és l'Arqueòpterix (fa 155 milions d'anys). Les aus actuals es caracteritzen per les seves plomes, un bec sense dents, la posta d'ous amb una closca dura, un metabolisme ràpid, un cor amb quatre cambres, i un esquelet molt lleuger però sòlid. Totes les aus tenen membres davanters en forma d'ales i la majoria pot volar, tot i que algunes espècies n'han perdut la capacitat.
- Gansus
- Shenzhouraptor

### Crocodilis
- Sarcosuchus

### Dinosaures
Els dinosaures van ser uns animals vertebrats que van dominar els ecosistemes terrestres durant 160 milions d'anys. Van aparèixer fa aproximadament 230 milions d'anys. A finals del període Cretaci, fa 65 milions d'anys, una extinció en massa va exterminar els dinosaures.

#### Ancilosaures
Els ancilosaures van ser un grup de dinosaures herbívors de l'ordre Ornithischia. Inclou la immensa majoria de dinosaures cuirassats, en forma d'escuts ossis, tot i que molts d'ells també tenien altres tipus de blindatge. Els ancilosaures eren grans quadrúpedes, amb potes curtes i potents. Se'n coneix l'existència ja a principis del Juràssic a la Xina, i van viure fins a la fi del Cretaci. Se n'ha trobat fòssils a tots els continents tret d'Àfrica.
- Acanthopholis
- Animantarx
- Gobisaurus

#### Ornitòpodes
Els ornitòpodes van ser un grup de dinosaures ornitisquis que van començar com a petits herbívors bípedes corredors, però que van créixer en mida i en nombre fins que van esdevenir un dels grups d'herbívors més exitosos del món del Cretaci. El seu principal avantatge evolutiu va ser el desenvolupament progressiu d'una mandíbula mastegadora que es va convertir en la més sofisticada mai desenvolupada per un rèptil, comparables a la de mamífers actuals com ara la vaca. Van arribar al seu zenit en forma d'hadrosaures, abans d'extingir-se a l'extinció K-Pg juntament amb tots els altres dinosaures no aviaris. Se n'ha trobat a tots els continents, tot i que les restes trobades a l'Antàrtida encara no han rebut un nom, i són bastant rars a l'hemisferi sud. Els ornitòpodes més moderns es van adaptar més a pasturar a quatre potes; les seves columnes vertebrals es van corbar fins a assemblar-se a les de pasturadors actuals com el bisó. A mesura que s'adaptaven a menjar a quatre potes, es van tornar semiquadrúpedes; encara corrien a dues potes i no tenien problemes per alçar-se per buscar entre els arbres, però passaven gran part del temps caminant o pasturant a quatre potes. Els ornitòpodes més tardans es van tornar més grans, però no van rivalitzar mai amb la mida dels sauròpodes, de coll i cua llargs, que havien substituït en part; els ornitòpodes més llargs, com ara el Shantungosaurus o Edmontosaurus, no passaven dels 15 metres.
- Altirhinus
- Muttaburrasaurus
- Tenontosaurus

#### Sauròpodes
Els sauròpodes són un subordre dels dinosaures saurisquis. Van ser els animals terrestres que mai han existit. Gèneres coneguts inclouen l'Apatosaurus, Brachiosaurus i Diplodocus. "Sauròpode" significa "peu de llangardaix" en grec antic. Els sauròpodes van aparèixer al Triàsic superior, i al principi eren semblants als prosauròpodes. Al Juràssic superior (fa 150 milions d'anys), els sauròpodes s'havien estès, especialment els diplodòcids i braquiosàurids. Tanmateix, al Cretaci superior ja només quedaven els titanosaurians, tot i que estaven escampats arreu del món. Com tots els altres dinosaures, els titanosaures s'extingiren durant l'extinció K-Pg. Se n'ha trobat restes fòssils a tots els continents tret de l'Antàrtida.
- Aegyptosaurus
- Amazonsaurus
- Argentinosaurus
- Chubutisaurus
- Sauroposeidon

#### Teròpodes
Els teropodes ('peu de bèstia') són un subordre de dinosaures saurisquis bípedes. Tot i que eren principalment carnívors, va evolucionar una sèrie de famíles de teròpodes herbívores durant el Cretaci. Els teròpodes van aparèixer per primer cop durant el Carnià, al Triàsic superior (fa 220 milions d'anys), i van ser els únics grans carnívors terrestres des del Juràssic inferior fins a la fi del Cretaci, fa 65 milions d'anys. En l'actualitat, estan representats per les 9.300 espècies vivents d'aus, que van evolucionar durant el Juràssic superior a partir de celurosaures altament especialitzats.
- Acrocanthosaurus
- Alxasaurus
- Deinonychus
- Erectopus
- Fukuiraptor

##### Espinosaures
- Angaturama
- Irritator
- Espinosaure
- Suchomimus

### Peixos
- Cretoxyrhina mantelli
- Ischyodus
- Scapanorhynchus
- Thrissops

### Rèptils marins
- Platypterygius

## Invertebrats

### Ammonits

#### Ammonitida
- Moffitites

##### Originaris d'estrats de l'Albià inferior
Aquesta és una llista de gèneres d'ammonits els fòssils dels quals es troben per primer cop en estrats de l'Albià inferior. Alguns d'ells van sobreviure més enllà de la fi de l'Albià. La llista no té res a veure amb la longevitat dels gèneres que hi apareixen.
- Aioloceras
- Anacleoniceras
- Anadesmoceras
- Anisoceras
- Arcthoplites
- Brancoceras
- Brewericeras
- Cleoniceras
- Cymahoplites
- Douvilleiceras
- Epileymeriella
- Eubranoceras
- Farnhamia
- Hoplites
- Kossmatella
- Labeceras
- Leconteites
- Lemuroceras
- Leymeriella
- Lyelliceras
- Neobibolites
- Otohoplites
- Oxytropidoceras
- Paracanthoplites
- Parasilesites
- Parengonoceras
- Plictetia
- Prohelicoceras
- Proleymeriella
- Prolyelliceras
- Protohoplites
- Pseudoleymeriella
- Pseudosonneratia
- Puzosia
- Puzosigella
- Rhytidohoplites
- Rossalites
- Silesitoides
- Sokolovites
- Sonneratia
- Tegoceras
- Tetrahoplites
- Tetrahoplitoides
- Zealandites

##### Originaris d'estrats de l'Albià mitjà
Aquesta és una llista de gèneres d'ammonits els fòssils dels quals es troben per primer cop en estrats de l'Albià mitjà. Alguns d'ells van sobreviure més enllà de la fi de l'Albià. La llista no té res a veure amb la longevitat dels gèneres que hi apareixen.
- Anagaudryceras
- Anahoplites
- Astiericeras
- Dimorphoplites
- Dipoloceras
- Dipoloceroides
- Engonoceras
- Epihoplites
- Euhoplites
- Falciferella
- Falloticeras
- Gastroplites
- Hamitoides
- Hysteroceras
- Isohoplites
- Manuaniceras
- Mojsisoviczia
- Mortoniceras
- Ostlingoceras
- Protengonoceras
- Proturrilitoides
- Pseudhelicoceras
- Scaphamites
- Subarcthoplites
- Sulcohoplites
- Turrilitoides
- Venezoliceras
- Zuluscaphites

##### Originaris d'estrats de l'Albià superior
Aquesta és una llista de gèneres d'ammonits els fòssils dels quals es troben per primer cop en estrats de l'Albià superior. Alguns d'ells van sobreviure més enllà de la fi de l'Albià. La llista no té res a veure amb la longevitat dels gèneres que hi apareixen.
- Adkinsites
- Arestoceras
- Beudantiella
- Bhimaites
- Borissiakoceras
- Cainoceras
- Callihoplites
- Cantabrigites
- Cenisella
- Cottreauites
- Cyrtochilus
- Deiradoceras
- Diplasioceras
- Discohoplites
- Ellipsoceras
- Elobiceras
- Eogunnarites
- Eopachydiscus
- Eoscaphites
- Erioliceras
- Ficheuria
- Flickia
- Gaudryceras
- Gazdaganites
- Goodhallites
- Hemiptychoceras
- Hengestites
- Hypengonoceras
- Hyphoplites
- Idiohamites
- Karamaiceras
- Karamaites
- Koloceras
- Lechites
- Lepthoplites
- Lytodiscoides
- Mantelliceras
- Mariella
- Metengonoceras
- Myloceras
- Neogastroplites
- Neoharpoceras
- Neokentoceras
- Neophlycticeras
- Pachydesmoceras
- Paradolphia
- Paraturrilites
- Pervinquieria
- Plesiohamites
- Plesioturrilites
- Pleurohoplites
- Prohysteroceras
- Psilohamites
- Rusoceras
- Salaziceras
- Saltericeras
- Scaphites
- Schloenbachia
- Sciponoceras
- Semenovites
- Spathiceras
- Stoliczkaia
- Stomohamites
- Worthoceras

### Belemnites
- Belospirula
- Dimitobelus

### Nautiloids
- Deltoidonautilus

### Phylloceratida
- Carinophylloceras

1. ↑  «Taula Cronostratigràfica Internacional v. 2020/03» (PDF).   Comissió Internacional d'Estratigrafia. [Consulta: 17 març 2021].